# Lanhas
Lanhas es una freguesia portuguesa del concelho de Vila Verde, con 1,83 km² de superficie y 535 habitantes (2001). Su densidad de población es de 292,3 hab/km².